# Bélmez de la Moraleda
Bélmez de la Moraleda és un municipi de província de Jaén, en la comarca de Sierra Mágina, amb 1.922 habitants (INE 2006). Bélmez és particularment conegut pel fenomen presumptament ocorregut en una de les cases del poble, denominat les Cares de Bélmez.